# Meyssiez
Meyssiez (früher – bis 2013 – auch: Meyssiès) ist eine französische Gemeinde mit 665 Einwohnern (Stand: 1. Januar 2022) im Département Isère in der Region Auvergne-Rhône-Alpes. Sie gehört zum Arrondissement Vienne und zum Kanton Bièvre.

## Geographie
Die Gemeinde Meyssiez liegt am Fluss Gère, 14 Kilometer ostsüdöstlich von Vienne. Der Fluss Varèze begrenzt die Gemeinde im Süden. Umgeben wird Meyssiez von den Nachbargemeinden Savas-Mépin im Norden, Villeneuve-de-Marc im Osten, Saint-Julien-de-l’Herms im Südosten und Süden, Cour-et-Buis im Süden und Südwesten sowie Eyzin-Pinet im Westen. Die Eisenbahn-Hochgeschwindigkeitsstrecke LGV Rhône-Alpes verläuft durch Meyssiez in Nord-Süd-Richtung und quert dabei das Gère-Tal.

## Bevölkerungsentwicklung
| Jahr                       | 1962 | 1968 | 1975 | 1982 | 1990 | 1999 | 2010 | 2021 |
| -------------------------- | ---- | ---- | ---- | ---- | ---- | ---- | ---- | ---- |
| Einwohner                  | 297  | 300  | 288  | 440  | 484  | 535  | 602  | 646  |
| Quellen: Cassini und INSEE |      |      |      |      |      |      |      |      |

## Sehenswürdigkeiten
- Kirche Saint-André

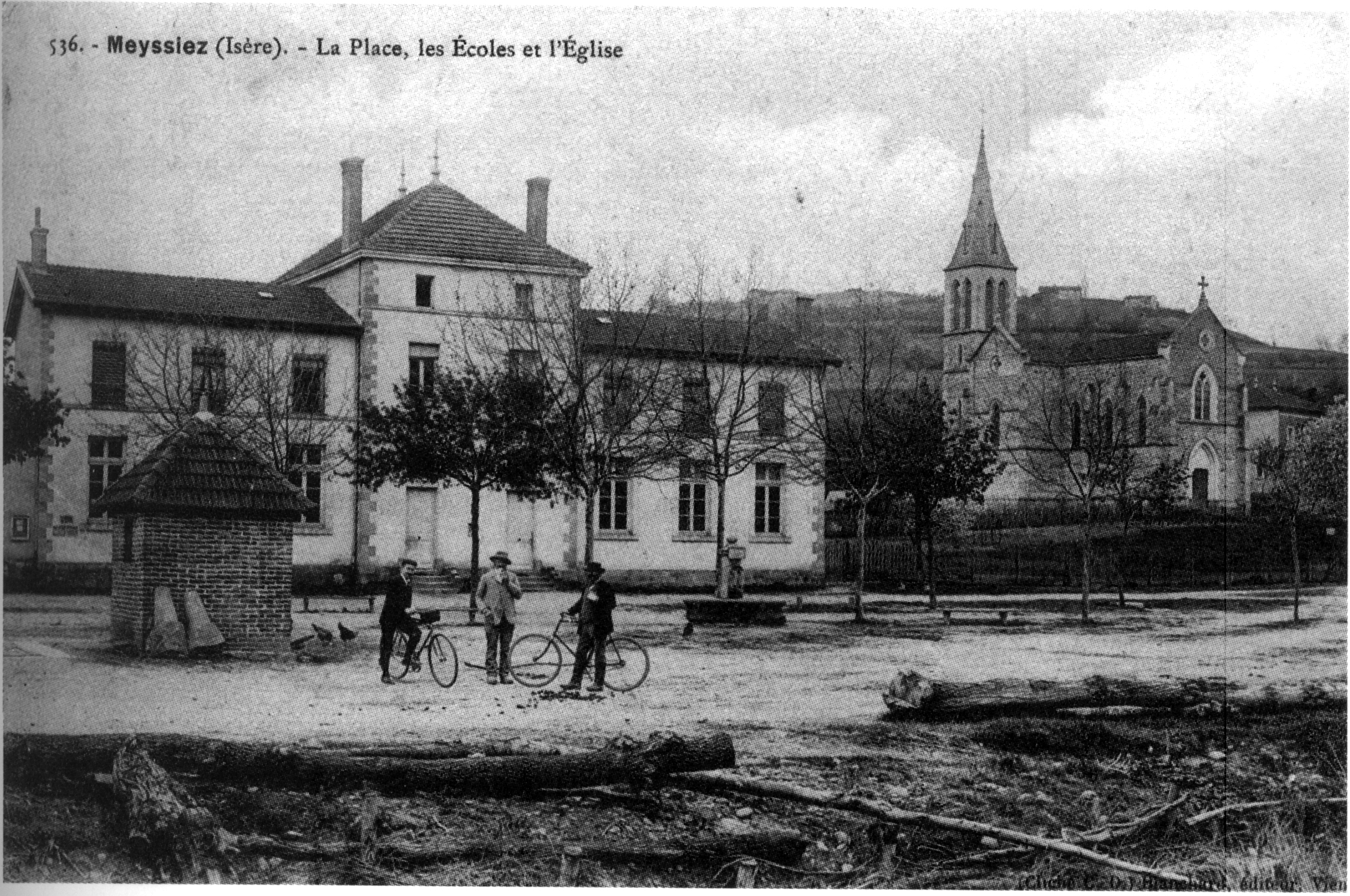
Schulhaus und Kirche Saint-André 1912
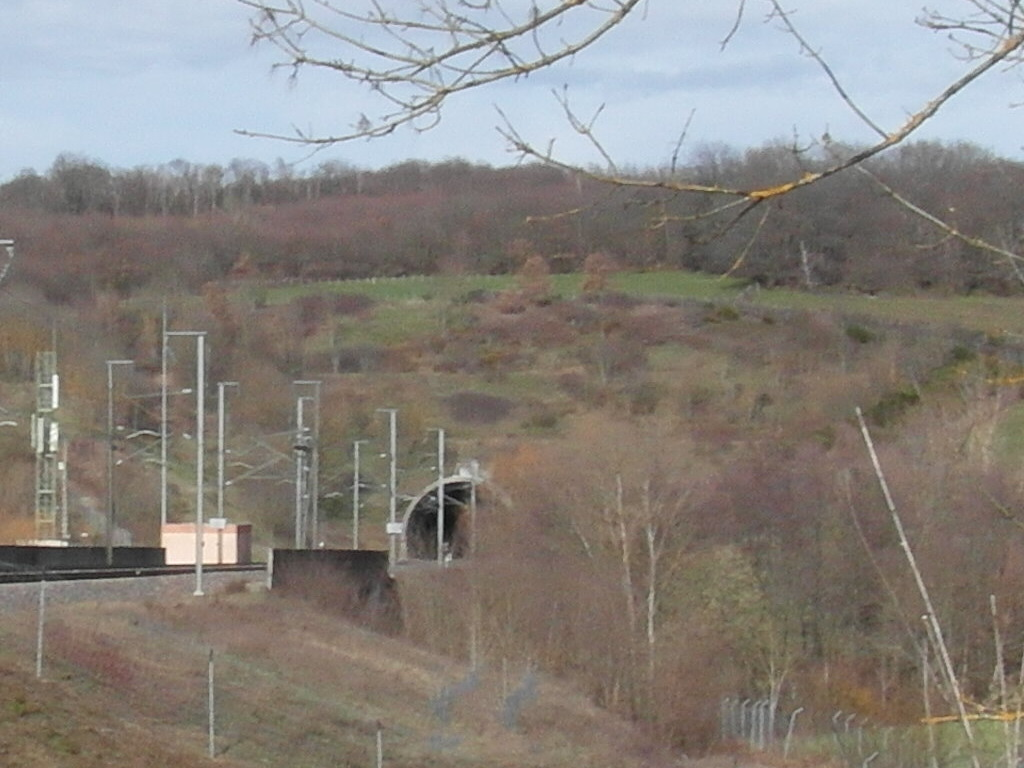
Tunneleinfahrt des LGV Rhône-Alpes in Meyssiez